# Gran Premio Internacional de Fronteras y la Sierra de la Estrella 2018
La 3.ª edición del Gran Premio Internacional de Fronteras y la Sierra de la Estrella (llamado oficialmente: GP Beiras e Serra da Estrela), fue una carrera de ciclismo en ruta por etapas que se celebró entre el 13 y el 15 de abril de 2018 en Portugal con inicio en el municipio de Mêda y final en el municipio de Guarda sobre un recorrido de 536,9 kilómetros.
La carrera hizo parte del UCI Europe Tour 2018, dentro de la categoría UCI 2.1
La carrera fue ganada por el corredor ruso Dmitry Strakhov del equipo Lokosphinx, en segundo lugar César Fonte (W52-FC Porto) y en tercer lugar Joni Brandão (Sporting-Tavira).

## Equipos participantes
Tomaron parte en la carrera 20 equipos: 5 de categoría Profesional Continental; y 15 de categoría Continental. Formando así un pelotón de 126 ciclistas de los que acabaron 87. Los equipos participantes fueron:
| Equipos continentales profesionales (5)- Caja Rural-Seguros RGA - Manzana Postobón - Burgos-BH - Euskadi Basque Country-Murias - Rally Cycling Equipos continentales (15)- Miranda-Mortágua - Sporting-Tavira - Vito-Feirense-BlackJack - LA Alumínios-Metalusa - Aviludo-Louletano - W52-FC Porto - RP-Boavista - Efapel - Liberty Seguros-Carglass - Java-Partizan - Lokosphinx - Massi-Kuwait Team - Start-Gusto Cycling Team - Interpro Stradalli - Alecto |
| |

## Recorrido
El Gran Premio Internacional de Fronteras y la Sierra de la Estrella dispuso de tres etapas para un recorrido total de 536,9 kilómetros.
| Etapa     | Fecha     | Recorrido                          | type            | Distancia (km) | Ganador              | Líder          |
| --------- | --------- | ---------------------------------- | --------------- | -------------- | -------------------- | -------------- |
| 1.ª etapa | 13 de abr | Mêda – Figueira de Castelo Rodrigo | etapa escarpada | 177,2          | Dmitri Strajov       | Dmitri Strajov |
| 2.ª etapa | 14 de abr | Sabugal – Seia                     | etapa escarpada | 193,9          | César Fonte          | César Fonte    |
| 3.ª etapa | 15 de abr | Gouveia – Guarda                   | etapa escarpada | 168,3          | Mario González Salas | Dmitri Strajov |

## Desarrollo de la carrera

### 1.ª etapa
| Mêda - Figueira de Castelo Rodrigo | etapa escarpada | (177,2 km) |

| \| Clasificación de la etapa \| Clasificación de la etapa \| Clasificación de la etapa \| Clasificación de la etapa \| Clasificación de la etapa \| \| Ciclista \| Ciclista \| Equipo \| Tiempo \| \| \| ------------------------- \| ------------------------- \| ------------------------- \| ------------------------- \| ------------------------- \| \| 1.º \| Dmitri Strajov \| Lokosphinx \| 4 h 29 min 17 s \| \| \| 2.º \| Wilmar Paredes \| Manzana Postobón \| + 0 s \| \| \| 3.º \| Daniel Mestre \| Efapel \| + 0 s \| \| \| 4.º \| Sergio Higuita \| Manzana Postobón \| + 0 s \| \| \| 5.º \| Gustavo César Veloso \| W52-FC Porto \| + 0 s \| \| \| 6.º \| Ricardo Vilela \| Manzana Postobón \| + 0 s \| \| \| 7.º \| Xuban Errazkin \| Vito-Feirense-BlackJack \| + 0 s \| \| \| 8.º \| Brandon McNulty \| Rally Cycling \| + 0 s \| \| \| 9.º \| César Fonte \| W52-FC Porto \| + 0 s \| \| \| 10.º \| Sergio Pardilla \| Caja Rural-Seguros RGA \| + 0 s \| \| |                      |                         |                 |
| |                      |                         |                 |
| |                      |                         |                 |
| Clasificación de la etapa |                      |                         |                 |
| Ciclista | Ciclista             | Equipo                  | Tiempo          |
| 1.º | Dmitri Strajov       | Lokosphinx              | 4 h 29 min 17 s |
| 2.º | Wilmar Paredes       | Manzana Postobón        | + 0 s           |
| 3.º | Daniel Mestre        | Efapel                  | + 0 s           |
| 4.º | Sergio Higuita       | Manzana Postobón        | + 0 s           |
| 5.º | Gustavo César Veloso | W52-FC Porto            | + 0 s           |
| 6.º | Ricardo Vilela       | Manzana Postobón        | + 0 s           |
| 7.º | Xuban Errazkin       | Vito-Feirense-BlackJack | + 0 s           |
| 8.º | Brandon McNulty      | Rally Cycling           | + 0 s           |
| 9.º | César Fonte          | W52-FC Porto            | + 0 s           |
| 10.º | Sergio Pardilla      | Caja Rural-Seguros RGA  | + 0 s           |

| \| Clasificación general \| Clasificación general \| Clasificación general \| Clasificación general \| Clasificación general \| \| Ciclista \| Ciclista \| Equipo \| Tiempo \| \| \| --------------------- \| --------------------- \| ----------------------- \| --------------------- \| --------------------- \| \| 1.º \| Dmitri Strajov \| Lokosphinx \| 4 h 29 min 07 s \| \| \| 2.º \| Wilmar Paredes \| Manzana Postobón \| + 4 s \| \| \| 3.º \| César Fonte \| W52-FC Porto \| + 5 s \| \| \| 4.º \| Joni Brandão \| Sporting-Tavira \| + 5 s \| \| \| 5.º \| Daniel Mestre \| Efapel \| + 6 s \| \| \| 6.º \| Gustavo César Veloso \| W52-FC Porto \| + 8 s \| \| \| 7.º \| Sergio Higuita \| Manzana Postobón \| + 10 s \| \| \| 8.º \| Ricardo Vilela \| Manzana Postobón \| + 10 s \| \| \| 9.º \| Xuban Errazkin \| Vito-Feirense-BlackJack \| + 10 s \| \| \| 10.º \| Brandon McNulty \| Rally Cycling \| + 10 s \| \| |                      |                         |                 |
| |                      |                         |                 |
| |                      |                         |                 |
| Clasificación general |                      |                         |                 |
| Ciclista | Ciclista             | Equipo                  | Tiempo          |
| 1.º | Dmitri Strajov       | Lokosphinx              | 4 h 29 min 07 s |
| 2.º | Wilmar Paredes       | Manzana Postobón        | + 4 s           |
| 3.º | César Fonte          | W52-FC Porto            | + 5 s           |
| 4.º | Joni Brandão         | Sporting-Tavira         | + 5 s           |
| 5.º | Daniel Mestre        | Efapel                  | + 6 s           |
| 6.º | Gustavo César Veloso | W52-FC Porto            | + 8 s           |
| 7.º | Sergio Higuita       | Manzana Postobón        | + 10 s          |
| 8.º | Ricardo Vilela       | Manzana Postobón        | + 10 s          |
| 9.º | Xuban Errazkin       | Vito-Feirense-BlackJack | + 10 s          |
| 10.º | Brandon McNulty      | Rally Cycling           | + 10 s          |

### 2.ª etapa
| Sabugal - Seia | etapa escarpada | (193,9 km) |

| \| Clasificación de la etapa \| Clasificación de la etapa \| Clasificación de la etapa \| Clasificación de la etapa \| Clasificación de la etapa \| \| Ciclista \| Ciclista \| Equipo \| Tiempo \| \| \| ------------------------- \| ------------------------- \| ------------------------- \| ------------------------- \| ------------------------- \| \| 1.º \| César Fonte \| W52-FC Porto \| 4 h 48 min 58 s \| \| \| 2.º \| Henrique Casimiro \| Efapel \| + 0 s \| \| \| 3.º \| Sergio Higuita \| Manzana Postobón \| + 0 s \| \| \| 4.º \| Joni Brandão \| Sporting-Tavira \| + 0 s \| \| \| 5.º \| Edgar Pinto \| Vito-Feirense-BlackJack \| + 0 s \| \| \| 6.º \| Ibai Salas \| Burgos-BH \| + 0 s \| \| \| 7.º \| Dmitri Strajov \| Lokosphinx \| + 0 s \| \| \| 8.º \| Domingos Gonçalves \| Rádio Popular-Boavista \| + 0 s \| \| \| 9.º \| Joaquim Silva \| Caja Rural-Seguros RGA \| + 0 s \| \| \| 10.º \| Gustavo César Veloso \| W52-FC Porto \| + 0 s \| \| |                      |                         |                 |
| |                      |                         |                 |
| |                      |                         |                 |
| Clasificación de la etapa |                      |                         |                 |
| Ciclista | Ciclista             | Equipo                  | Tiempo          |
| 1.º | César Fonte          | W52-FC Porto            | 4 h 48 min 58 s |
| 2.º | Henrique Casimiro    | Efapel                  | + 0 s           |
| 3.º | Sergio Higuita       | Manzana Postobón        | + 0 s           |
| 4.º | Joni Brandão         | Sporting-Tavira         | + 0 s           |
| 5.º | Edgar Pinto          | Vito-Feirense-BlackJack | + 0 s           |
| 6.º | Ibai Salas           | Burgos-BH               | + 0 s           |
| 7.º | Dmitri Strajov       | Lokosphinx              | + 0 s           |
| 8.º | Domingos Gonçalves   | Rádio Popular-Boavista  | + 0 s           |
| 9.º | Joaquim Silva        | Caja Rural-Seguros RGA  | + 0 s           |
| 10.º | Gustavo César Veloso | W52-FC Porto            | + 0 s           |

| \| Clasificación general \| Clasificación general \| Clasificación general \| Clasificación general \| Clasificación general \| \| Ciclista \| Ciclista \| Equipo \| Tiempo \| \| \| --------------------- \| --------------------- \| ----------------------- \| --------------------- \| --------------------- \| \| 1.º \| César Fonte \| W52-FC Porto \| 9 h 17 min 59 s \| \| \| 2.º \| Dmitri Strajov \| Lokosphinx \| + 6 s \| \| \| 3.º \| Joni Brandão \| Sporting-Tavira \| + 9 s \| \| \| 4.º \| Wilmar Paredes \| Manzana Postobón \| + 10 s \| \| \| 5.º \| Henrique Casimiro \| Efapel \| + 10 s \| \| \| 6.º \| Sergio Higuita \| Manzana Postobón \| + 12 s \| \| \| 7.º \| Domingos Gonçalves \| Rádio Popular-Boavista \| + 13 s \| \| \| 8.º \| Gustavo César Veloso \| W52-FC Porto \| + 14 s \| \| \| 9.º \| Edgar Pinto \| Vito-Feirense-BlackJack \| + 16 s \| \| \| 10.º \| Sergio Pardilla \| Caja Rural-Seguros RGA \| + 16 s \| \| |                      |                         |                 |
| |                      |                         |                 |
| |                      |                         |                 |
| Clasificación general |                      |                         |                 |
| Ciclista | Ciclista             | Equipo                  | Tiempo          |
| 1.º | César Fonte          | W52-FC Porto            | 9 h 17 min 59 s |
| 2.º | Dmitri Strajov       | Lokosphinx              | + 6 s           |
| 3.º | Joni Brandão         | Sporting-Tavira         | + 9 s           |
| 4.º | Wilmar Paredes       | Manzana Postobón        | + 10 s          |
| 5.º | Henrique Casimiro    | Efapel                  | + 10 s          |
| 6.º | Sergio Higuita       | Manzana Postobón        | + 12 s          |
| 7.º | Domingos Gonçalves   | Rádio Popular-Boavista  | + 13 s          |
| 8.º | Gustavo César Veloso | W52-FC Porto            | + 14 s          |
| 9.º | Edgar Pinto          | Vito-Feirense-BlackJack | + 16 s          |
| 10.º | Sergio Pardilla      | Caja Rural-Seguros RGA  | + 16 s          |

### 3.ª etapa
| Gouveia - Guarda | etapa escarpada | (168,3 km) |

| \| Clasificación de la etapa \| Clasificación de la etapa \| Clasificación de la etapa \| Clasificación de la etapa \| Clasificación de la etapa \| \| Ciclista \| Ciclista \| Equipo \| Tiempo \| \| \| ------------------------- \| ------------------------- \| ------------------------- \| ------------------------- \| ------------------------- \| \| 1.º \| Mario González Salas \| Sporting-Tavira \| 4 h 08 min 19 s \| \| \| 2.º \| Brandon McNulty \| Rally Cycling \| + 36 s \| \| \| 3.º \| Dmitri Strajov \| Lokosphinx \| + 39 s \| \| \| 4.º \| Joni Brandão \| Sporting-Tavira \| + 39 s \| \| \| 5.º \| Joaquim Silva \| Caja Rural-Seguros RGA \| + 40 s \| \| \| 6.º \| César Fonte \| W52-FC Porto \| + 40 s \| \| \| 7.º \| Daniel Mestre \| Efapel \| + 41 s \| \| \| 8.º \| Henrique Casimiro \| Efapel \| + 41 s \| \| \| 9.º \| Domingos Gonçalves \| Rádio Popular-Boavista \| + 44 s \| \| \| 10.º \| Xuban Errazkin \| Vito-Feirense-BlackJack \| + 44 s \| \| |                      |                         |                 |
| |                      |                         |                 |
| |                      |                         |                 |
| Clasificación de la etapa |                      |                         |                 |
| Ciclista | Ciclista             | Equipo                  | Tiempo          |
| 1.º | Mario González Salas | Sporting-Tavira         | 4 h 08 min 19 s |
| 2.º | Brandon McNulty      | Rally Cycling           | + 36 s          |
| 3.º | Dmitri Strajov       | Lokosphinx              | + 39 s          |
| 4.º | Joni Brandão         | Sporting-Tavira         | + 39 s          |
| 5.º | Joaquim Silva        | Caja Rural-Seguros RGA  | + 40 s          |
| 6.º | César Fonte          | W52-FC Porto            | + 40 s          |
| 7.º | Daniel Mestre        | Efapel                  | + 41 s          |
| 8.º | Henrique Casimiro    | Efapel                  | + 41 s          |
| 9.º | Domingos Gonçalves   | Rádio Popular-Boavista  | + 44 s          |
| 10.º | Xuban Errazkin       | Vito-Feirense-BlackJack | + 44 s          |

## Clasificaciones finales
- Las clasificaciones finalizaron de la siguiente forma:[4]

### Clasificación general
| \| Clasificación general \| Clasificación general \| Clasificación general \| Clasificación general \| Clasificación general \| \| Ciclista \| Ciclista \| Equipo \| Tiempo \| \| \| --------------------- \| --------------------- \| ----------------------- \| --------------------- \| --------------------- \| \| 1.º \| Dmitri Strajov \| Lokosphinx \| 13 h 26 min 57 s \| \| \| 2.º \| César Fonte \| W52-FC Porto \| + 1 s \| \| \| 3.º \| Joni Brandão \| Sporting-Tavira \| + 9 s \| \| \| 4.º \| Henrique Casimiro \| Efapel \| + 12 s \| \| \| 5.º \| Brandon McNulty \| Rally Cycling \| + 12 s \| \| \| 6.º \| Wilmar Paredes \| Manzana Postobón \| + 17 s \| \| \| 7.º \| Joaquim Silva \| Caja Rural-Seguros RGA \| + 17 s \| \| \| 8.º \| Domingos Gonçalves \| Rádio Popular-Boavista \| + 17 s \| \| \| 9.º \| Daniel Mestre \| Efapel \| + 19 s \| \| \| 10.º \| Xuban Errazkin \| Vito-Feirense-BlackJack \| + 21 s \| \| |                    |                         |                  |
| |                    |                         |                  |
| Fuente: ProCyclingStats |                    |                         |                  |
| Clasificación general |                    |                         |                  |
| Ciclista | Ciclista           | Equipo                  | Tiempo           |
| 1.º | Dmitri Strajov     | Lokosphinx              | 13 h 26 min 57 s |
| 2.º | César Fonte        | W52-FC Porto            | + 1 s            |
| 3.º | Joni Brandão       | Sporting-Tavira         | + 9 s            |
| 4.º | Henrique Casimiro  | Efapel                  | + 12 s           |
| 5.º | Brandon McNulty    | Rally Cycling           | + 12 s           |
| 6.º | Wilmar Paredes     | Manzana Postobón        | + 17 s           |
| 7.º | Joaquim Silva      | Caja Rural-Seguros RGA  | + 17 s           |
| 8.º | Domingos Gonçalves | Rádio Popular-Boavista  | + 17 s           |
| 9.º | Daniel Mestre      | Efapel                  | + 19 s           |
| 10.º | Xuban Errazkin     | Vito-Feirense-BlackJack | + 21 s           |

### Clasificación de la montaña
| Clasificación de la montaña | Clasificación de la montaña | Clasificación de la montaña | Clasificación de la montaña | Clasificación de la montaña |
| Ciclista                    | Ciclista                    | Equipo                      | Puntos                      |                             |
| --------------------------- | --------------------------- | --------------------------- | --------------------------- | --------------------------- |
| 1.º                         | Mario González Salas        | Sporting-Tavira             | 45 pts                      |                             |
| 2.º                         | Yecid Sierra                | Manzana Postobón            | 30 pts                      |                             |
| 3.º                         | Xuban Errazkin              | Vito-Feirense-BlackJack     | 23 pts                      |                             |
| 4.º                         | Nícolas Sessler             | Burgos-BH                   | 17 pts                      |                             |
| 5.º                         | Frederico Figueiredo        | Sporting-Tavira             | 15 pts                      |                             |
| 6.º                         | Rui Vinhas                  | W52-FC Porto                | 13 pts                      |                             |
| 7.º                         | Dmitri Strajov              | Lokosphinx                  | 12 pts                      |                             |
| 8.º                         | Joni Brandão                | Sporting-Tavira             | 12 pts                      |                             |
| 9.º                         | Álvaro Trueba               | Sporting-Tavira             | 12 pts                      |                             |
| 10.º                        | Sergio Higuita              | Manzana Postobón            | 11 pts                      |                             |

### Clasificación de los jóvenes
| Clasificación del mejor joven | Clasificación del mejor joven | Clasificación del mejor joven | Clasificación del mejor joven | Clasificación del mejor joven |
| Ciclista                      | Ciclista                      | Equipo                        | Tiempo                        |                               |
| ----------------------------- | ----------------------------- | ----------------------------- | ----------------------------- | ----------------------------- |
| 1.º                           | Dmitri Strajov                | Lokosphinx                    | 13 h 26 min 57 s              |                               |
| 2.º                           | Brandon McNulty               | Rally Cycling                 | + 12 s                        |                               |
| 3.º                           | Wilmar Paredes                | Manzana Postobón              | + 17 s                        |                               |
| 4.º                           | Xuban Errazkin                | Vito-Feirense-BlackJack       | + 21 s                        |                               |
| 5.º                           | Sergio Higuita                | Manzana Postobón              | + 13 min 09 s                 |                               |
| 6.º                           | Gonçalo Carvalho              | Miranda-Mortágua              | + 14 min 44 s                 |                               |
| 7.º                           | Hugo Nunes                    | Miranda-Mortágua              | + 35 min 23 s                 |                               |
| 8.º                           | Venceslau Fernandes           |                               | + 36 min 05 s                 |                               |
| 9.º                           | Gaspar Gonçalves              | Liberty Seguros-Carglass      | + 42 min 42 s                 |                               |
| 10.º                          | Jorge Magalhães               | Miranda-Mortágua              | + 43 min 34 s                 |                               |

### Clasificación por equipos
| Clasificación por equipos | Clasificación por equipos | Clasificación por equipos | Clasificación por equipos |
| Equipo                    | Equipo                    | Tiempo                    |                           |
| ------------------------- | ------------------------- | ------------------------- | ------------------------- |
| 1.º                       | Efapel                    | 40 h 22 min 11 s          |                           |
| 2.º                       | W52-FC Porto              | + 10 s                    |                           |
| 3.º                       | Sporting-Tavira           | + 52 s                    |                           |
| 4.º                       | Caja Rural-Seguros RGA    | + 1 min 37 s              |                           |
| 5.º                       | RP-Boavista               | + 1 min 44 s              |                           |
| 6.º                       | Manzana Postobón          | + 12 min 42 s             |                           |
| 7.º                       | Vito-Feirense-BlackJack   | + 13 min 52 s             |                           |
| 8.º                       | Lokosphinx                | + 14 min 29 s             |                           |
| 9.º                       | Rally Cycling             | + 18 min 59 s             |                           |
| 10.º                      | Aviludo-Louletano         | + 56 min 14 s             |                           |

## Evolución de las clasificaciones
| Etapa (Vencedor)                 | Clasificación general | Clasificación de la montaña | Clasificación de los jóvenes | Clasificación por equipos |
| -------------------------------- | --------------------- | --------------------------- | ---------------------------- | ------------------------- |
| 1.ª etapa (Dmitry Strakhov)      | Dmitry Strakhov       | Mario González Salas        | Dmitry Strakhov              | Manzana Postobón          |
| 2.ª etapa (César Fonte)          | César Fonte           | Mario González Salas        | Dmitry Strakhov              | W52-FC Porto              |
| 3.ª etapa (Mario González Salas) | Dmitry Strakhov       | Mario González Salas        | Dmitry Strakhov              | Efapel                    |
| Final                            | Dmitry Strakhov       | Mario González Salas        | Dmitry Strakhov              | Efapel                    |

## UCI World Ranking
El Gran Premio Internacional de Fronteras y la Sierra de la Estrella otorga puntos para el UCI Europe Tour 2018 y el UCI World Ranking, este último para corredores de los equipos en las categorías UCI WorldTeam, Profesional Continental y Equipos Continentales. Las siguientes tablas muestran el baremo de puntuación y los 10 corredores que obtuvieron más puntos:
| Posición              | 1.ª | 2.ª | 3.ª | 4.ª | 5.ª | 6.ª | 7.ª | 8.ª | 9.ª | 10.ª |
| Clasificación general | 125 | 85  | 70  | 60  | 50  | 40  | 35  | 30  | 25  | 20   |
| Por etapa             | 14  | 5   | 3   |     |     |     |     |     |     |      |
| Líder                 | 3   |     |     |     |     |     |     |     |     |      |

| Clasificación | Clasificación      | Clasificación           | Clasificación | Clasificación | Clasificación | Clasificación |
| Posición      | Ciclista           | Equipo                  | General       | Etapa         | Líder         | Total         |
| ------------- | ------------------ | ----------------------- | ------------- | ------------- | ------------- | ------------- |
| 1.º           | Dmitry Strakhov    | Lokosphinx              | 125           | 17            | 3             | 145           |
| 2.º           | César Fonte        | W52-FC Porto            | 85            | 14            | 3             | 102           |
| 3.º           | Joni Brandão       | Sporting-Tavira         | 70            | -             | -             | 70            |
| 4.º           | Henrique Casimiro  | Efapel                  | 60            | 5             | -             | 65            |
| 5.º           | Brandon McNulty    | Rally                   | 50            | 5             | -             | 55            |
| 6.º           | Wilmar Paredes     | Manzana Postobón        | 40            | 5             | -             | 45            |
| 7.º           | Joaquim Silva      | Caja Rural-Seguros RGA  | 35            | -             | -             | 35            |
| 8.º           | Domingos Gonçalves | Radio Popular-Boavista  | 30            | -             | -             | 30            |
| 9.º           | Daniel Mestre      | Efapel                  | 25            | 3             | -             | 28            |
| 10.º          | Xuban Errazkin     | Vito-Feirense-Blackjack | 20            | -             | -             | 20            |